# 강명철 (정치인)
강명철(康明哲, 1960년 ~ )은 조선민주주의인민공화국의 정치인이다. 최고인민회의 상임위원회 위원 겸 조선그리스도교연맹 위원장이다.

## 경력
1960년 제3대 조선기독교연맹중앙위원회 위원장인 강영섭의 장남으로 태어났다. 남산고등중학교와 김일성종합대학을 졸업하고 신학을 이수했다. 2013년 7월 조선그리스도교연맹 평양시 위원장 겸 조선그리스도교연맹 위원장에 임명되었다. 2014년 4월 최고인민회의 상임위원회 위원에 선출되었다.

## 최고인민회의 대의원
2014년 3월 최고인민회의 제13기 대의원으로 선출되었다.